# 인도네시아 올림픽 위원회
인도네시아 올림픽 위원회(인도네시아어: Komite Olimpiade Indonesia, 영어: Indonesian Olympic Committee)는 인도네시아를 대표하는 국가 올림픽 위원회이다. IOC 코드는 INA이다. 본부는 자카르타에 있으며 아시아 올림픽 평의회에 소속되어 있다.
올림픽, 아시안 게임, 동남아시아 경기 대회를 비롯한 국제 스포츠 대회에 참가하는 인도네시아의 선수들을 대표한다. 1946년에 설립했으며 1952년에 국제 올림픽 위원회의 승인을 받았다. 2005년에 인도네시아 국가 체육 위원회에서 분리되었다.

## 같이 보기
- 올림픽 인도네시아 선수단